# فرانكي أبيرناثي
فرانكي أبيرناثي (بالإنجليزية: Frankie Abernathy)‏ هي مصممة أزياء أمريكية، ولدت في 21 ديسمبر 1981 في كانساس سيتي في الولايات المتحدة، وتوفيت في 9 يونيو 2007 في شوروود في الولايات المتحدة بسبب تليف كيسي.

## وصلات خارجية
- فرانكي أبيرناثي على موقع IMDb (الإنجليزية)